# William Schmidt (compositor)
William Joseph Schmidt, Jr (Chicago (Illinois), 6 de marzo de 1926 – 25 de abril de 2009) fue un compositor, arreglista y publicista estadounidense.
Schmidt fue estudiante de Ingolf Dahl en la Universidad del Sur de California, donde obtuvo una Maestría en Música en composición. A lo largo de su carrera, ha recibido de numerosos premios y encargos."  His Double Concerto for Trumpet, Piano and Chamber Orchestra was nominated for a Pulitzer Prize in 1981.
Produjo una gran cantidad de obras solistas y de cámara para instrumentos de percusión, metales y vientos de madera descuidados, incluidas varias piezas para saxofón clásico. 
Por otro lado, creó su propia compañía de publicidad, Western International Music Inc., en Greeley (Colorado).

## Grabaciones
- Mary Ann Covert & Steven Mauk - Tenor Excursions (1995)
- Trio Chromos - Trumpet Colors (2007)